# Pseudopoda marmorea
Pseudopoda marmorea là một loài nhện trong họ Sparassidae.
Loài này thuộc chi Pseudopoda. Pseudopoda marmorea được Peter Jäger miêu tả năm 2001.